# Falagrioma thoracica
Falagrioma thoracica är en skalbaggsart som först beskrevs av Stephens 1832.  Falagrioma thoracica ingår i släktet Falagrioma, och familjen kortvingar. Enligt den svenska rödlistan är arten nära hotad i Sverige. Arten förekommer i Götaland och Gotland. Artens livsmiljö är jordbrukslandskap, havsstränder, stadsmiljö.